# اسکارد
اسکارد، روستایی است از توابع بخش چهاردانگه شهرستان ساری در استان مازندران ایران.

## جمعیت
این روستا در دهستان چهاردانگه قرار داشته و براساس آخرین سرشماری مرکز آمار ایران که در سال ۱۳۹۵ صورت گرفته، جمعیت آن ۵۷نفر (۲۵خانوار) بوده‌است.